# کای مرک
کای مرک (روسی: Кай Мерк؛ زادهٔ ۲۶ اوت ۱۹۹۸) بازیکن فوتبال اهل آلمان است.
وی همچنین در تیم ملی فوتبال قرقیزستان بازی کرده‌است.